# 德国服务行业工会

德国服务行业工会的标志

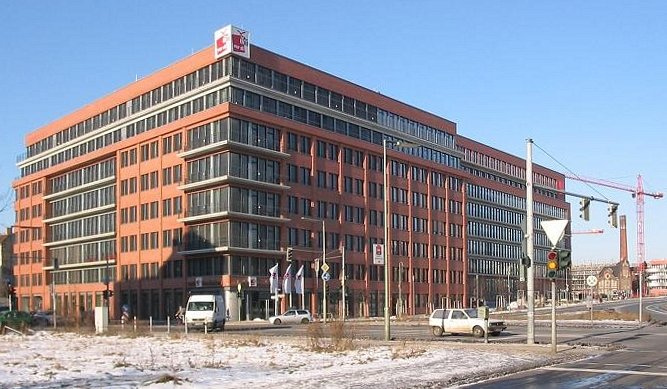
Verdi-中心 柏林—布兰登堡(柏林中心区)

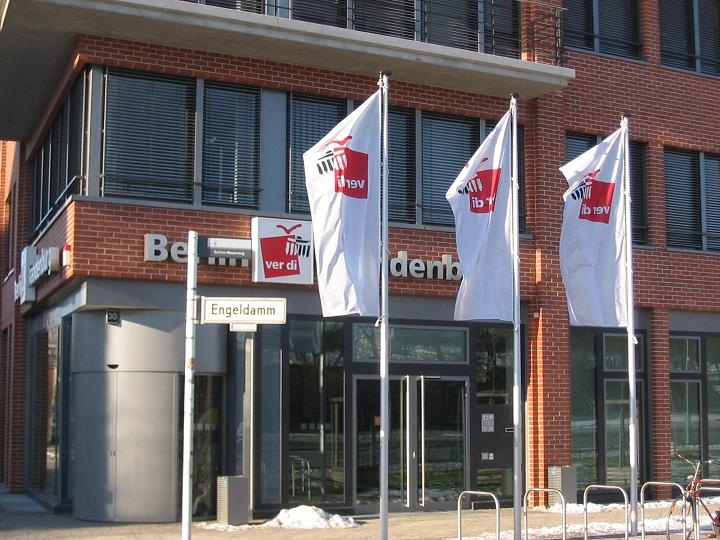
Verdi-中心 柏林—布兰登堡(柏林中心区)

德国服务行业工会（德語：Vereinte Dienstleistungsgewerkschaft，常用简称：Ver.di），是一支服务业从业人员工会，总部位于柏林，是德国工会联合会（DGB）的成員組織。截至2009年拥有214万名会员，他仅次于德国金属工业工会位列德国工会联合会（DGB）第二大工会。现任工会领导人是弗兰克·布希尔斯克。
Ver.di 成立于2001年，由雇佣行业工会(DAG)牵头联合其他四个单一行业工会合并而成：
- 邮政行业工会 Deutsche Postgewerkschaft (DPG)
- 商业银行业保险业工会 Gewerkschaft Handel, Banken und Versicherungen (HBV)
- 印刷纸张出版艺术行业工会 IG Medien – Druck und Papier, Publizistik und Kunst (IG Medien)
- 公共服务业公交运输业工会 Gewerkschaft Öffentliche Dienste, Transport und Verkehr (ÖTV)
- 雇佣行业工会 Deutsche Angestellten-Gewerkschaft (DAG)